# 圣尼各老堂 (巴伦西亚)
圣尼各老堂（San Nicolás de Bari and San Pedro Mártir）是一座罗马天主教堂区教堂，哥特式风格，位于西班牙巴伦西亚。

## 历史
教堂始建于13 世纪，布局包括一个中殿，在扶壁和多边形后殿之间有六个小堂。15世纪，这座教堂按哥特式风格进行了翻新，包括一扇玫瑰窗，描绘圣尼各老的奇迹。
教堂的内部完成于1690年至1693年间，由胡安·佩雷斯·卡斯蒂尔装饰，采用巴洛克风格。壁画描绘圣尼各老和维罗纳的圣伯铎的生平等。
加理多三世在成为教宗之前，曾担任圣尼各老堂的院长，在面临圣尼各老广场的大门上，有一块牌匾记载圣味增爵•斐勒略的预言，说亞豐索·波吉亞将成为教宗，并为他封圣。